# Stazione di Vallo della Lucania-Castelnuovo
La stazione di Vallo della Lucania-Castelnuovo è una stazione ferroviaria posta sulla linea Battipaglia-Reggio Calabria. Ubicata nel comune di Casal Velino, serve anche i centri abitati di Vallo della Lucania e di Castelnuovo Cilento.

## Storia
La stazione fu attivata nel 1887 in concomitanza con l'apertura del tronco ferroviario Agropoli-Vallo della Lucania.
Fino al 1942 era denominata «Castelnuovo-Vallo»; in tale anno assunse la nuova denominazione di «Vallo della Lucania-Castelnuovo».

## Strutture e impianti
La stazione dispone di un fabbricato viaggiatori e di quattro binari passanti, di cui tre dedicati al servizio passeggeri, muniti di banchine, pensiline e sottopassaggi. È presente inoltre uno scalo merci di tre binari parzialmente utilizzato ma a cui è stata rimossa l'elettrificazione.

## Movimento
La stazione è servita da treni regionali svolti da Trenitalia nell'ambito del contratto di servizio stipulato con la Regione Campania e da collegamenti a lunga percorrenza svolti da Trenitalia e NTV.

## Servizi e interscambi
La stazione, che RFI classifica nella categoria "Silver",, dispone di:
- Biglietteria a sportello
- Biglietteria automatica
- Sottopassaggio pedonale
- Sala d'attesa
- Servizi igienici
- Bar
- Edicola
- Annuncio sonoro treni in arrivo, in partenza e in transito
- Capolinea autolinee urbane
- Capolinea autolinee extraurbane
- Parcheggi di superficie